# Ширинский, Михаил Иванович
Ширинский Михаил Иванович (10 мая 1854 — 1918?) — генерал-майор, кавалер ордена Святого Георгия IV степени за оборону европейских концессий Тяньцзиня. Участник русско-турецкой войны 1877—1878 годов, военных действий в Китае 1900—1901 годов.

## Биография
Согласно его послужному списку получил образование в Виленском пехотном юнкерском училище (1876).
Участник Русско-турецкой войны 1877—1878. Прапорщиком 12-го Стрелкогового батальона 3-й Стрелковой бригады участвовал в боевых действиях под Плевной в октябре-ноябре 1877 года, в боях на Шипке в декабре 1877 года в составе отряда генерал-лейтенанта Скобелева 2-го и занятии передовой линии против Галиполи в январе 1878 года. За труды, понесенные в компании, пожалован светло-бронзовой медалью в память Турецкой войны 1877-1878 г.г. и награжден орденами Св. Анны 4-й степени и Св. Станислава 3-й степени.
С августа 1878 по август 1881 года служил в Болгарском Войске и жандармерии, участвовал в боях с разбойничьими бандами в Восточной Румелии.
В 1898 году отправился из Одессы в Порт-Артур с 12-м Восточно-Сибирским стрелковым полком, являясь командиром 1 батальона. Морское плавание заняло 31 день.
Участник китайской кампании 1900—1901 годов. В конце мая 1900 г. исполнял обязанности начальника штаба в передовым отряде полковника Анисимова (два батальона 12-го Восточно-Сибирского стрелкового полка, 4 оруд., взвод сапёр, взвод казаков, всего до 2000 чел.), который был переброшен из Порт-Артура в Тонгку эскадрой (на флагмане - броненосце «Петропавловск») и далее по железной дороге в Тяньцзинь для охраны европейских концессий.
Со 2 по 10 июня 1900 года (все даты приводятся по старому стилю) отряд выдержал тяжелую осаду в европейской части города, отбивая непрерывные обстрелы и нападения ихэтуаней и, позднее, регулярных китайских войск. Потери русских составили более 200 человек убитыми и ранеными, в том числе 12 офицеров. 10 июня из Тонгку к Тяньцзину прибыл второй отряд под командованием генерала Стесселя. К 11 июня в Тяньцзине собралось всех союзных сил: 5300 человек пехоты (из них 2819 русских), 157 человек конницы и 11 полевых пушек и 22 пулемета/орудий мелкого калибра. Обстановка перестала быть слишком напряженной.
8 июля 1900 года «Государь Император Всемилостивейше соизволил пожаловать Михаила Ивановича Ширинского за отличие в делах против Китайцев орденом Св. Великомученика и Победоносца Георгия 4-й степени за то, что когда пробиваясь 10 июня 1900 г. через Китайские войска из Тяньцзина на соединение с отрядом генерал-майора Стесселя, шедшим на выручку города, и действуя с самоотверждением и распорядительностью, сбил китайцев с крепкой позиции, взял одно совершенно исправное крепостное орудие».
12 и 13 июня распоряжением генерал-майора Стесселя назначен Начальником отряда войск из Русских (сводный батальон от 9 и 12-го Восточно-Сибирских стрелковых полков, 880 человек и 2 пулемета), Английских (800 человек пехоты с митральезами), Французских (50 человек), Германских (100 человек), Американских (120 человек) и Японских (50 человек) для ночного движения на выручку отряда английского адмирала Сеймура, окруженного китайцами в арсенале «Сику», что и исполнил с полным успехом, отражая наступления Китайских войск при розыске этого отряда и возвращении с ним в город Тяньцзин.
История со спасением отряда адмирала Сеймура широко освещалась за рубежом, поэтому фамилия Ширинского часто упоминается в зарубежных источниках.
На втором этапе компании Ширинский:
- 30 июня командовал обходной колонной из восьми рот 9-го, 10-го и 12-го Восточно-Сибирских стрелковых полков, переправившихся ночью на левый берег Лутайского канала и взявших с боя укрепленную китайскую позицию с шестью орудиями и двумя лагерями у железнодорожного моста.
- 1 июля командовал отрядом из 4-х рот 10 и 12-го Восточно-Сибирских стрелковых полков, взявших 4 Тяньцзинских импаней с 50 неприятельскими орудиями и занявшими часть Китайского города с Ямынем и дворцом Вице-Короля и по 23 июля был назначен Комендантом вышеперечисленных объектов.

Далее: 

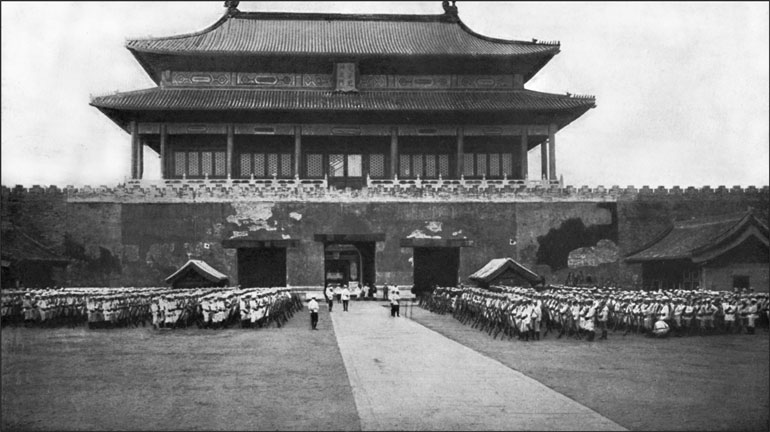
Русские войска в Пекине

- С 23 по 31 июля с 1-м батальоном 12-го Восточно-Сибирского стрелкового полка участвовал в арьергарде Печилийского отряда в движении к Пекину.
- 1 августа 1900 года принимал участие в штурме и занятии города Пекина.
- 5 августа командовал сводным батальоном русского отряда при прохождении церемониальным маршем международных союзных войск через тронные залы срединных дворцов Запретного города
- 8 октября 1900 года Высочайшим приказом за отличие в делах против Китайцев произведен в полковники и назначен командующим 5-м Восточно-Сибирским стрелковым полком.

В сентябре 1903 года, находясь в должности командира 12-го Восточно-Сибирского пехотного полка, расквартированного в Маньчжурии, заболел и направился на лечение в европейскую часть России, где 20 февраля 1904 года был назначен командиром 1-го Ивангородского крепостного пехотного полка. 12-й Восточно-Сибирский полк под командованием полковника Цибульского понес значительные потери в первом кровавом сухопутном сражении Русско-Японской войны - Тюренченском бое 17 апреля 1904 года.
В возрасте 54 лет 24 июля 1908 года произведен в генерал-майоры и уволен от службы. Всего Михаил Иванович Ширинский находился на военной службе 35 лет 9 месяцев и 26 дней, в том числе в походах и сражениях 10 месяцев и 11 дней. Ранен и контужен не был.
Видимо, погиб в Петрограде в 1918 году.

## Семья
Холост.

## Награды
- Орден Святой Анны 4-й степени с надписью за храбрость (1879).
- Орден Святого Станислава 3-й степени (1880).
- Орден Святой Анны 3-й степени (1892).
- Орден Святого Станислава 2-й степени (1897).
- Орден Святого Георгия 4-й ст. (1900).
- Орден Святого Владимира 4-й степени с бантом (1901).
- Орден Святой Анны 2-й степени (1904).
- Орден Святого Владимира 3-й степени (1907).

Иностранные:
- Орден Почётного легиона офицерский крест (1902).
- Орден Восходящего солнца 4-й степени (1902).
- Орден Красного орла 2-го класса с мечами (1905).
- Орден Короны Италии (1905).